# Kaliumhexafluorozirconat(IV)
Kaliumhexafluorozirconat(IV), K2[ZrF6] ist eine chemische Verbindung des Kaliums aus der Gruppe der Hexafluorozirconate.

## Eigenschaften

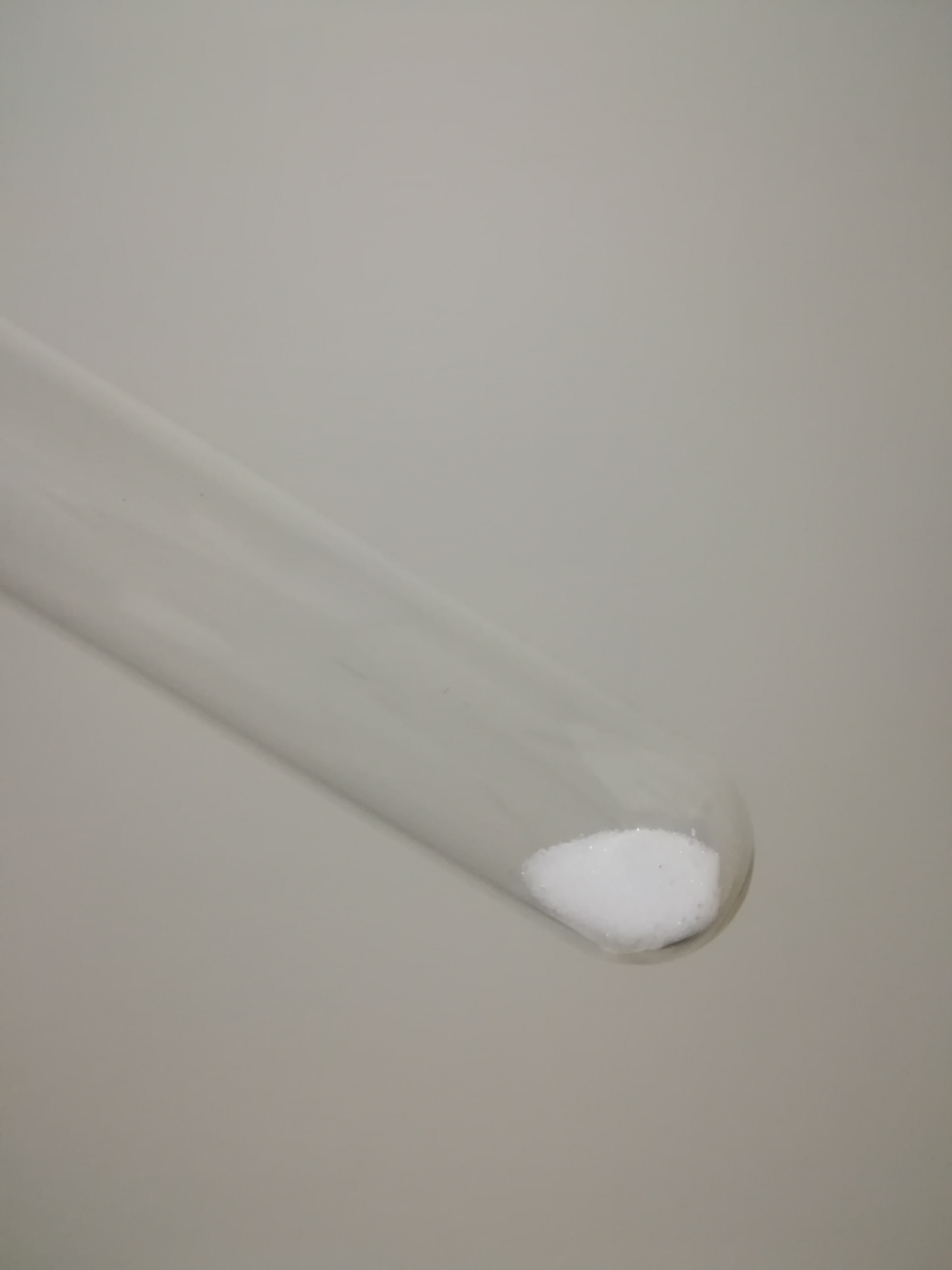
Kristallines Kaliumhexafluorozirconat

Kaliumhexafluorozirconat(IV) ist ein geruchloser, weißer kristalliner Feststoff. Es besitzt eine Dichte von 3,48 g·cm−3.
Die Verbindung kristallisiert – entgegen früheren Annahmen nicht orthorhombisch – in der monoklinen Raumgruppe C2/c (Raumgruppen-Nr. 15) mit den Gitterkonstanten a = 6,57(2) Å, b = 11,44(2) Å, c = 6,94(2) Å und β = 90,3°. In einer Elementarzelle sind vier Formeleinheiten.

## Sicherheitshinweise
Bei oraler Einnahme ist das Salz toxisch. Es verursacht Reizungen an der Haut, den Atemwegen und den Augen. Bei Untersuchungen an Mäusen, welchen man Kaliumhexafluorozirconat(IV) verabreicht hatte, wurde Hepatitis, ein akutes Lungenödem und eine Spastizität der Lungen beobachtet.
Glas und starke Oxidationsmittel können heftige Reaktionen mit der Verbindung hervorrufen.